# 바버라 베드퍼드 (배우)

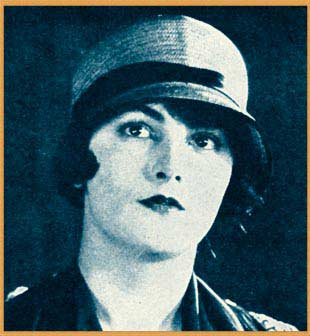

바버라 베드퍼드(Barbara Bedford, 1903년 7월 19일 ~ 1981년 10월 25일)는 미국의 배우, 영화배우이다.
잭슨빌에서 사망하였다.

## 영화
- 미트 더 피플 (1944년)
- 더 휴먼 코미디 (1943년)
- 프레즌팅 릴리 마스 (1943년)
- 두 베리 워즈 어 레이디 (1943년)
- 베스트 풋 포워드 (1943년)
- 배니싱 버지니안 (1942년)
- 쉽 아호이 (1942년)
- 고 웨스트 (1940년)
- 리틀 넬리 켈리 (1940년)
- 바보의 기쁨 (1939년)
- 브로드웨이 세레나데 (1939년)
- 네이비 블루 앤 골드 (1937년)
- 본 투 댄스 (1936년)
- 써니 (1930년)
- 디 아퀴틀 (1923년)
- 라스트 모히칸 (1920년)